# Ліґота-Мала (Олесницький повіт)
Ліґота-Мала (пол. Ligota Mała, нім. Klein Ellguth) — село в Польщі, у гміні Олесниця Олесницького повіту Нижньосілезького воєводства.
Населення — 667 осіб (2011).
У 1975-1998 роках село належало до Вроцлавського воєводства.

## Демографія
Демографічна структура станом на 31 березня 2011 року:
|          | Загалом | Допрацездатний вік | Працездатний вік | Постпрацездатний вік |
| -------- | ------- | ------------------ | ---------------- | -------------------- |
| Чоловіки | 337     | 76                 | 243              | 18                   |
| Жінки    | 330     | 72                 | 199              | 59                   |
| Разом    | 667     | 148                | 442              | 77                   |